# Tantow
Tantow är en kommun och ort i östra Tyskland, belägen i Landkreis Uckermark i förbundslandet Brandenburg, nära gränsen mot Polen. Kommunen  administreras som del av kommunalförbundet Amt Gartz (Oder), vars säte ligger i den närbelägna staden Gartz (Oder).

## Kommunikationer
Tantow är den sista stationen på den tyska sidan på järnvägen mellan Berlin och polska Szczecin, och ligger en knapp mil från gränsövergången. Härifrån finns regionaltågförbindelser mot Angermünde och Szczecin.